# Popis stanovništva u Hrvatskoj 2011.
Popis stanovništva u Hrvatskoj 2011. godine sproveden je od 1. do 28. aprila 2011, prema stanju na dan 31. marta. Popis je sproveden na temelju Zakona o Popisu stanovništva i domaćinstava u Republici Hrvatskoj 2011. godine (Narodne novine, broj 92/10.) Popisom su se obuhvatile sljedeće jedinice popisa: stanovništvo, domaćinstva, stanovi i ostale stambene jedinice.
Državni zavod za statistiku objavio je rezultate krajem decembra 2012. godine. Oni se odnose na broj stanovnika prema polu, starosti, državljanstvu, narodnosti, vjeri i maternjem jeziku. Ostale podatke Popisa 2011, Državni zavod za statistiku planira da objavi naknadno tokom 2013. godine.

## Rezultati
Po popisu stanovništva 2011. godine na površini od 56.542 km² u Hrvatskoj je živjelo 4.284.889 stanovnika. Gustina naseljenosti je 75,8 stanovnika/km².

### Nacionalna pripadnost
Po metodološkim objašnjenjima Državnog zavoda za statistiku, narodnost je definisana kao obilježje koje označava pripadnost pojedinca narodu ili etničkoj grupi. Narodnost se tumači i kao osjećaj pripadnosti društvenoj zajednici (narodu) koju obilježava etničko, jezično i kulturno srodstvo njezinih pripadnika te svijest o cjelovitosti vlastite zajednice i njezine posebnosti u odnosu prema drugim takvim zajednicama.
| Popis stanovništva u Hrvatskoj 2011. godine |                 |        |
| Narod | Broj stanovnika | %      |
| Hrvati | 3.874.321       | 90,42% |
| Albanci | 17.513          | 0,41%  |
| Austrijanci | 297             | 0,01%  |
| Bošnjaci | 31.479          | 0,73%  |
| Bugari | 350             | 0,01%  |
| Crnogorci | 4.517           | 0,11%  |
| Česi | 9.641           | 0,22%  |
| Italijani | 17.807          | 0,42%  |
| Mađari | 14.048          | 0,33%  |
| Makedonci | 4.138           | 0,10%  |
| Nemci | 2.965           | 0,07%  |
| Poljaci | 672             | 0,02%  |
| Romi | 16.975          | 0,40%  |
| Rumuni | 435             | 0,01%  |
| Rusi | 1.279           | 0,03%  |
| Rusini | 1.936           | 0,05%  |
| Slovaci | 4.753           | 0,11%  |
| Slovenci | 10.517          | 0,25%  |
| Srbi | 186.633         | 4,36%  |
| Turci | 367             | 0,01%  |
| Ukrajinci | 1.878           | 0,04%  |
| Vlasi | 29              | <0,01% |
| Jevreji | 509             | 0,01%  |
| Ostali1 | 8.052           | 0,19%  |
| Izjasnili se u smislu vjerske pripadnosti2 | 10.182          | 0,24%  |
| Regionalna pripadnost3 | 27.225          | 0,64%  |
| Neraspoređeno4 | 731             | 0,02%  |
| Ne izjašnjavaju se5 | 26.763          | 0,62%  |
| Nepoznato5 | 8.877           | 0,21%  |
| Ukupno | 4.284.889       | 100%   |
| 1Pripadnici naroda, koji ne pripadaju nacionalnim manjinama Hrvatske 2Izjašnjavanje popisnika kao Musliman grupisano je kao vjerska pripadnost 3Popisanici se izjasnili kao Hercegovci, Dalmatinci, Zagorci, Istrijani, Primorci, Slavonci, Međimurci,... 4Odgovor popisanika nije bilo moguće svrstati 5Popisane osobe, koje se nisu željele nacionalno izjasniti 6Popisane osobe nepoznate nacionalne pripadnosti |                 |        |

### Maternji jezik
| Popis stanovništva u Hrvatskoj 2011. godine |                 |        |
| Jezik                                       | Broj stanovnika | %      |
| Hrvatski                                    | 4.096.305       | 95,60% |
| Hrvatskosrpski                              | 3.059           | 0,07%  |
| Albanski                                    | 17.069          | 0,40%  |
| Bosanski                                    | 16.856          | 0,39%  |
| Bugarski                                    | 293             | 0,01%  |
| Crnogorski                                  | 876             | 0,02%  |
| Češki                                       | 6.292           | 0,15%  |
| Italijanski                                 | 18.573          | 0,43%  |
| Mađarski                                    | 10.231          | 0,24%  |
| Makedonski                                  | 3.519           | 0,08%  |
| Njemački                                    | 2.986           | 0,07%  |
| Poljski                                     | 639             | 0,01 % |
| Romski                                      | 14.369          | 0,34%  |
| Rumunski                                    | 955             | 0,02%  |
| Ruski                                       | 1.592           | 0,04%  |
| Rusinski                                    | 1.472           | 0,03%  |
| Slovački                                    | 3.792           | 0,09%  |
| Slovenački                                  | 9.220           | 0,22%  |
| Srpski                                      | 52.879          | 1,23%  |
| Srpskohrvatski                              | 7822            | 0,18%  |
| Turski                                      | 342             | 0,01%  |
| Ukrajinski                                  | 1.008           | 0,02%  |
| Vlaški                                      | 14              | <0,01% |
| Hebrejski                                   | 30              | <0,01% |
| Ostali jezici                               | 5.367           | 0,13%  |
| Nepoznato                                   | 9.329           | 0,22%  |
| Ukupno                                      | 4.284.889       | 100%   |
|                                             |                 |        |

## Spoljašnje veze
- Državni zavod za statistiku Republike Hrvatske